# Априлов, Василий Евстафьевич
Василий Евстафьевич Априлов (болг. Васил Евстатиев Априлов; 1789—1847) — болгарский просветитель, коммерсант, меценат, один из главных деятелей болгарского национального возрождения.
Василий Евстафьевич Априлов родился 21 июля 1789 года в центральной Болгарии (которая в то время находилась под владычеством Османской империи) в городе Габрово, в купеческой семье.
Получил начальное образование в Кронштадтской (ныне Брашов, Румыния, в то время в австрийских владениях) школе. Затем, непродолжительное время, Априлов изучал медицину в  Венском университете.
Начиная с 1811 года Василий Априлов действовал вместе со своим родным братом по коммерческой части в городе Одессе.
Ознакомившись с книгой Юрия Ивановича Венелина «Древние и нынешние болгаре» (М., 1829), Априлов стал изучать судьбу своих соотечественников и наконец, побуждаемый Ю. И. Венелиным, с которым ему удалось сблизиться, стал во главе болгарских патриотов, посвятив свою жизнь образовательному и культурному развитию болгарского народа.
В. Е. Априлов написал и издал в Украине несколько книг, доставивших ему немалую известность, среди которых были «Болгарски книжницы, или на кое Словенско племя принадлежи Кириловска-та азбука»; «Денница новоболгарского образования» и другие.
В Одессе создалось общество покровительствующее болгарам, издавшее несколько учебников, составленных иеромонахом Неофитом Рильским, открывшее двенадцать школ в Болгарии по образцу первой, учреждённой в Габрове, для содержания которых собран был капитал около 60 тысяч рублей.
Василий Евстафьевич Априлов скоропостижно скончался 2 октября 1847 года в румынском городе Галац на пути из Болгарии в Одессу. Первоначально он был похоронен в Галаце, но затем был перезахоронен во дворе школы в Габрово, которая носит его имя и которая была построена на завещанные Априловым для этой цели средства.
В 1935 году перед зданием этой школы был установлен памятник Василию Априлову.
Априлов завещал также 2000 рублей серебром автору первой научной истории болгарского народа, причем по его воле душеприказчики должны были в первую очередь обратиться с этим предложением к публицисту-славянофилу Н. В. Савельеву-Ростиславичу (1815—1854). Ни Савельев, ни профессор О. М. Бодянский, к которому также обращались наследники Априлова, истории болгар не написали. Лишь в 1876 году такой труд написал чех К. Й. Иречек, перевод этой книги на русский (Одесса, 1878) был действительно профинансирован душеприказчиками Априлова.

## Избранная библиография
Источник — Электронные каталоги РНБ
- Априлов В. Болгарские грамоты, собранные, переведенные на русский язык и объясненные Василием Априловым. — Одесса: Гор. тип., 1845. — 146 с.
- Априлов В. Болгарские книжники, или какому славянскому племени собственно принадлежит Кирилловская азбука?. — Одесса: Гор. тип., 1841. — 22 с. — (из «Одесск. вестника»).
- Априлов В. Денница новоболгарского образования. — Одесса: Гор. тип., 1841. — 146 с.